# Selección de fútbol de Rutenia Subcarpática
La selección de fútbol de Rutenia Subcarpática (en húngaro: Kárpátalja) es el equipo que representa a la minoría húngara en la Rutenia Subcarpática (Óblast de Zakarpatia, Ucrania). No es afiliado a la FIFA ni a la UEFA, y por lo tanto no pueden competir por la Copa Mundial de fútbol o la Eurocopa. 
Sin embargo el equipo es miembro de ConIFA.
La Rutenia Subcarpática participó en la Copa Mundial de ConIFA de 2018, y acabó saliendo  campeón al derrotar al Chipre del Norte en los penales.

## Participación en competiciones

### Copa Mundial de ConIFA
| Año   | Posición         | PJ               | PG               | PE               | PP               | GF               | GC               |
| ----- | ---------------- | ---------------- | ---------------- | ---------------- | ---------------- | ---------------- | ---------------- |
| 2014  | No participó     | No participó     | No participó     | No participó     | No participó     | No participó     | No participó     |
| 2016  | No participó     | No participó     | No participó     | No participó     | No participó     | No participó     | No participó     |
| 2018  | Campeón          | 6                | 4                | 2                | 0                | 15               | 5                |
| 2020  | Evento cancelado | Evento cancelado | Evento cancelado | Evento cancelado | Evento cancelado | Evento cancelado | Evento cancelado |
| Total | 1/4              | 6                | 4                | 2                | 0                | 15               | 5                |

### Copa Europa de ConIFA
| Año   | Posición     | PJ           | PG           | PE           | PP           | GF           | GC           |
| ----- | ------------ | ------------ | ------------ | ------------ | ------------ | ------------ | ------------ |
| 2015  | No participó | No participó | No participó | No participó | No participó | No participó | No participó |
| 2017  | 5.º          | 4            | 1            | 2            | 1            | 9            | 7            |
| 2019  | No participó | No participó | No participó | No participó | No participó | No participó | No participó |
| Total | 1/3          | 4            | 1            | 2            | 1            | 9            | 7            |

## Partidos

### Copa Mundial de ConIFA
| Fecha              | Estadio                    | Lugar                  |                      | Rival            | Resultado                                                |
| ------------------ | -------------------------- | ---------------------- | -------------------- | ---------------- | -------------------------------------------------------- |
| 31 de mayo de 2018 | Queen Elizabeth II Stadium | Enfield, Inglaterra    | Rutenia Subcarpática | Chipre del Norte | 1-1                                                      |
| 2 de junio de 2018 | Queen Elizabeth II Stadium | Enfield, Inglaterra    | Rutenia Subcarpática | Abjasia          | 2-0 Archivado el 12 de junio de 2018 en Wayback Machine. |
| 3 de junio de 2018 | Larges Lane                | Bracknell, Inglaterra  | Rutenia Subcarpática | Tíbet            | 5-1 Archivado el 12 de junio de 2018 en Wayback Machine. |
| 5 de junio de 2018 | Gander Green Lane          | Sutton, Inglaterra     | Rutenia Subcarpática | Cascadia         | 3-1 Archivado el 10 de junio de 2018 en Wayback Machine. |
| 7 de junio de 2018 | Colston Avenue             | Carshalton, Inglaterra | Rutenia Subcarpática | País Sículo      | 4-2 Archivado el 21 de junio de 2020 en Wayback Machine. |
| 9 de junio de 2018 | Queen Elizabeth II Stadium | Enfield, Inglaterra    | Rutenia Subcarpática | Chipre del Norte | 0-0 (3-2 pen.)                                           |

### Copa Europa de ConIFA
| Fecha              | Estadio                    | Lugar                       |                      | Rival            | Resultado      |
| ------------------ | -------------------------- | --------------------------- | -------------------- | ---------------- | -------------- |
| 4 de junio de 2017 | Estadio Atatürk de Nicosia | Nicosia, Chipre del Norte   | Rutenia Subcarpática | Chipre del Norte | 0-1            |
| 6 de junio de 2017 | Estadio Atatürk de Nicosia | Nicosia, Chipre del Norte   | Rutenia Subcarpática | Abjasia          | 2-2            |
| 7 de junio de 2017 | Dr. Fazıl Küçük Stadium    | Famagusta, Chipre del Norte | Rutenia Subcarpática | Osetia del Sur   | 4-1            |
| 9 de junio de 2017 | Estadio Zafer              | Morfou, Chipre del Norte    | Rutenia Subcarpática | Ellan Vannin     | 3-3 (5-4 pen.) |

### Otros partidos
| Fecha                | Estadio                    | Lugar             |                      | Rival        | Resultado      |
| -------------------- | -------------------------- | ----------------- | -------------------- | ------------ | -------------- |
| 16 de agosto de 2014 | Druzhba Stadium            | Beregovo, Ucrania | Rutenia Subcarpática | País Sículo  | 0-5            |
| 1 de agosto de 2016  | Erzsébet-ligeti Sporttelep | Szarvas, Hungría  | Rutenia Subcarpática | Alta Hungría | 1-1 (4-5 pen.) |